# Прато Кјузо (Болоња)
Прато Кјузо (итал. Prato Chiuso) је насеље у Италији у округу Болоња, региону Емилија-Ромања.
Према процени из 2011. у насељу је живело 14 становника. Насеље се налази на надморској висини од 13 м.